# Los Lirios, Chiapas
Los Lirios är en ort i Mexiko.   Den ligger i kommunen Tecpatán och delstaten Chiapas, i den sydöstra delen av landet, 700 km öster om huvudstaden Mexico City. Los Lirios ligger 193 meter över havet och antalet invånare är 115.
Terrängen runt Los Lirios är huvudsakligen kuperad. Los Lirios ligger nere i en dal. Runt Los Lirios är det ganska glesbefolkat, med 42 invånare per kvadratkilometer. Närmaste större samhälle är Tecpatán, 18,1 km sydost om Los Lirios. I omgivningarna runt Los Lirios växer huvudsakligen savannskog.